# Municipio de Keda
El municipio de Keda (en georgiano: ქედის მუნიციპალიტეტი) es un municipio de Georgia perteneciente a la República autónoma de Ayaria. El área total del municipio es 452 kilómetros cuadrados (175 mi²) y su centro administrativo es la ciudad de Keda. La población era 16.760, según el censo de 2014.

## Geografía
El municipio de Keda limita con los municipios de Kobuleti al norte, los municipios de Shuajevi al este, el municipio de Jelvachauri al oeste y la frontera con Turquía al sur.
El municipio se encuentra en medio del río Ayaristskali, que fluye en el territorio del municipio.

### Clima
El clima es cercano al subtropical húmedo. La precipitación anual es de 1500 mm por año. 

### Naturaleza
La vegetación de tipo cólchica se extiende en la garganta del río Ayaristskali en el territorio del municipio. El haya-castaño es abundante en las laderas y el Sotobosque está bien desarrollado (salvia, yale, avellana, arándano, berro). También está caracterizado por peras silvestres, manzanas, nueces, cerezas, caquis, caquis, tkemali. Arriba hay bosques mixtos y coníferas, con una pequeña sección de vegetación subalpina y alpina. 
En el municipio aún se encuentran extensas plantas en peligro de extinción. Es de destacar que en el pueblo de Keda, en el pueblo. Las reliquias raras del período Terciario se extendieron en grupos en el territorio del Bajo Makhuntseti: Urtjeli y el boj de Colchis. En los bosques de hayas y castaños se encuentran el jabalí, el ciervo del Cáucaso, el corzo europeo, el oso pardo del Cáucaso, el lobo, la tortuga, el zorro, el tejón, el erizo, Ankara de culebras y culebra nariz de serpiente; El mundo de las aves es diverso: ruiseñor, torola, zorzal, enano, urraca. En los ríos podemos encontrar barbos, truchas, gorjos.

## Política
La asamblea municipal de Keda (en georgiano: ქედის საკრებულო) es un órgano representativo en el municipio de Keda, que consta de 21 miembros que se eligen cada cuatro años. La última elección se llevó a cabo en octubre de 2021. Roland Beridze del Sueño Georgiano (SG) fue elegido alcalde en las últimas elecciones.
| Partido político | Partido político                    | 2017 | 2021 |
| ---------------- | ----------------------------------- | ---- | ---- |
|                  | Sueño Georgiano                     | 18   | 15   |
|                  | Movimiento Nacional Unido           | 3    | 4    |
|                  | Para Georgia                        |      | 1    |
|                  | Lelo para Georgia                   |      | 1    |
|                  | Alianza de los Patriotas de Georgia | 2    |      |
|                  | Georgia Europea                     | 1    |      |
| Total            | Total                               | 24   | 21   |

## División administrativa
El municipio consta de 1 daba o asentamientos de tipo urbano, Keda, y 63 pueblos (sopeli).
Los temi o consejos de pueblos son: Dandalo, Dologani, Majuntseti, Merisi, Oktomberi, Pirveli Maisi, Tshmorisi, Tsoniarisi, Zvare.

## Demografía
La población del municipio de Keda ha disminuido desde 2002, con una pérdida de población del 16%.
| Población del municipio de Keda                                        | Población del municipio de Keda | Población del municipio de Keda | Población del municipio de Keda | Población del municipio de Keda | Población del municipio de Keda | Población del municipio de Keda | Población del municipio de Keda | Población del municipio de Keda | Población del municipio de Keda | Población del municipio de Keda | Población del municipio de Keda |
|                                                                        | 1897                            | 1922                            | 1926                            | 1939                            | 1959                            | 1970                            | 1979                            | 1989                            | 2002                            | 2014                            | 2021                            |
| ---------------------------------------------------------------------- | ------------------------------- | ------------------------------- | ------------------------------- | ------------------------------- | ------------------------------- | ------------------------------- | ------------------------------- | ------------------------------- | ------------------------------- | ------------------------------- | ------------------------------- |
| Municipio de Keda                                                      | -                               | -                               | -                               | 13 392                          | 17 204                          | 19 065                          | 19 232                          | 19 928                          | 20 024                          | 16 760                          | 16 700                          |
| Ciudad de Keda                                                         | -                               | -                               | -                               | 624                             | 627                             | 595                             | 815                             | 1197                            | 1244                            | 1510                            | 1285                            |
| Datos: Estadística de población de Georgia desde 1897 hasta hoy. Nota: |                                 |                                 |                                 |                                 |                                 |                                 |                                 |                                 |                                 |                                 |                                 |

La población está compuesta por un 99,92% de georgianos. Hay unos pocos rusos y un número menor de minorías étnicas como ucranianos, abjasios y armenios.
|              | 1939      | 1939       | 1959      | 1959       | 2002      | 2002       | 2014      | 2014       |
| Grupo étnico | Población | Porcentaje | Población | Porcentaje | Población | Porcentaje | Población | Porcentaje |
| ------------ | --------- | ---------- | --------- | ---------- | --------- | ---------- | --------- | ---------- |
| Georgianos   | 12 865    | 96,1%      | 16 857    | 98%        | 19 958    | 99,67%     | 16 747    | 99,92%     |
| Rusos        | 417       | 3,1%       | 191       | 1,1%       | 26        | 0,13%      | 5         | 0,03%      |
| Ucranianos   | 417       | 3,1%       | 86        | 0,5%       | 3         | 0,01%      | 3         | 0,02%      |
| Abjasios     | -         | -          | -         | -          | 15        | 0,07%      | 2         | 0,01%      |
| Armenios     | 23        | 0,2%       | 27        | 0,2%       | 8         | 0,04%      | 1         | 0,01%      |
| Griegos      | 35        | 0,3%       | 2         | 0,2%       | -         | -          | -         | -          |
| Azeríes      | 1         | 0,1%       | 3         | 0,1%       | 3         | 0,01%      | -         | -          |
| Osetios      | 1         | 0,1%       | 2         | 0,1%       | 2         | 0,01%      | -         | -          |
| Judíos       | -         | -          | 4         | 0,1%       | -         | -          | -         | -          |
| Kurdos       | 7         | 0,1%       | -         | -          | -         | -          | -         | -          |
| Alemanes     | 2         | 0,1%       | -         | -          | -         | -          | -         | -          |
| Otros        | -         | -          | -         | -          | 9         | 0,04%      | 2         | 0,01%      |
| Total        | 13 392    | 100%       | 17 204    | 100%       | 20 024    | 100%       | 16 760    | 100%       |

## Economía
El municipio de Keda es uno de los primeros en Georgia en términos de silvicultura. 

## Infraestructura

### Arquitectura, monumentos y lugares de interés
En algunos pueblos del municipio hay ruinas de fortalezas medievales. También se han conservado algunos puentes medievales.

## Galería

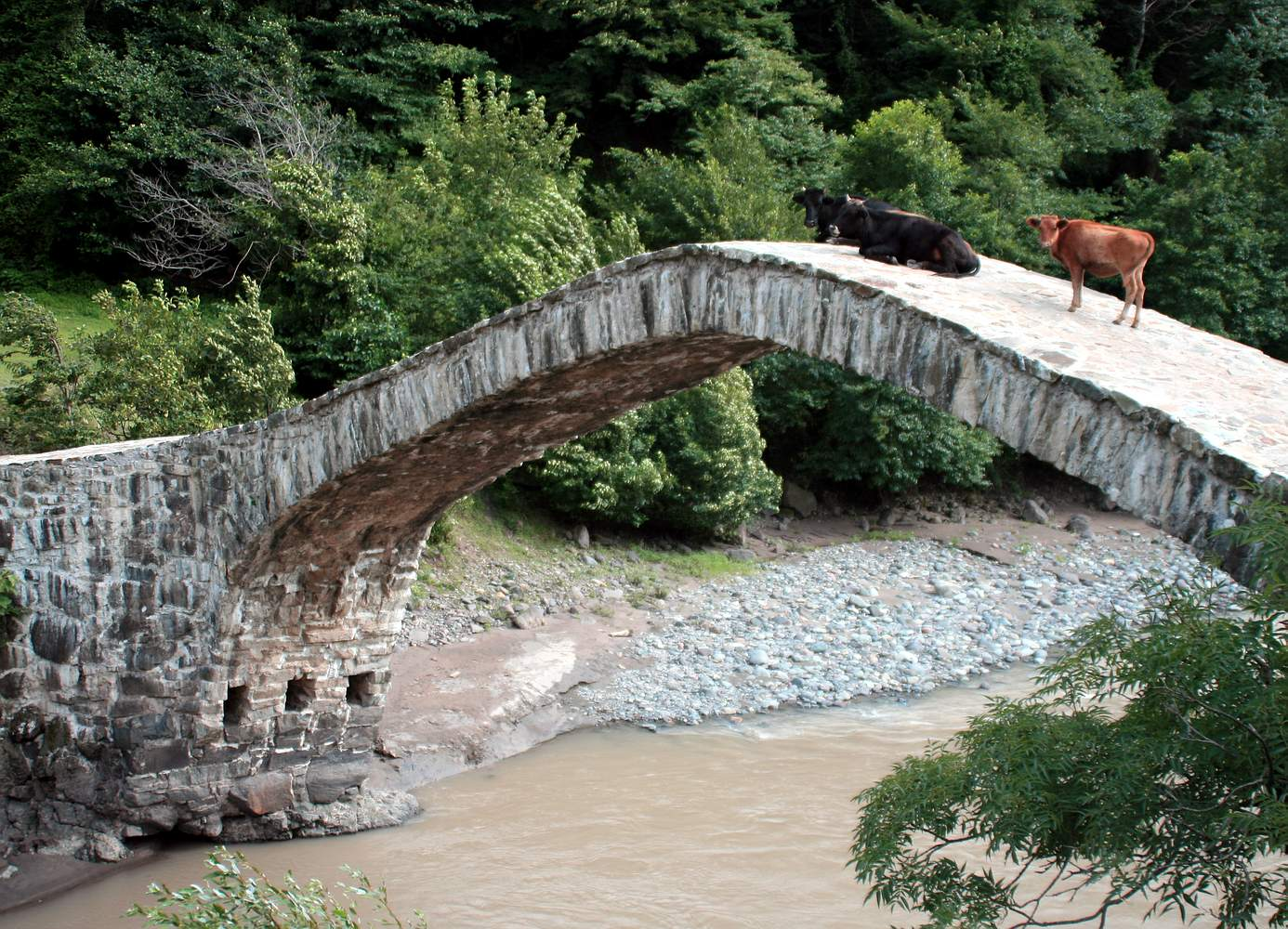
Puente de Dandalo
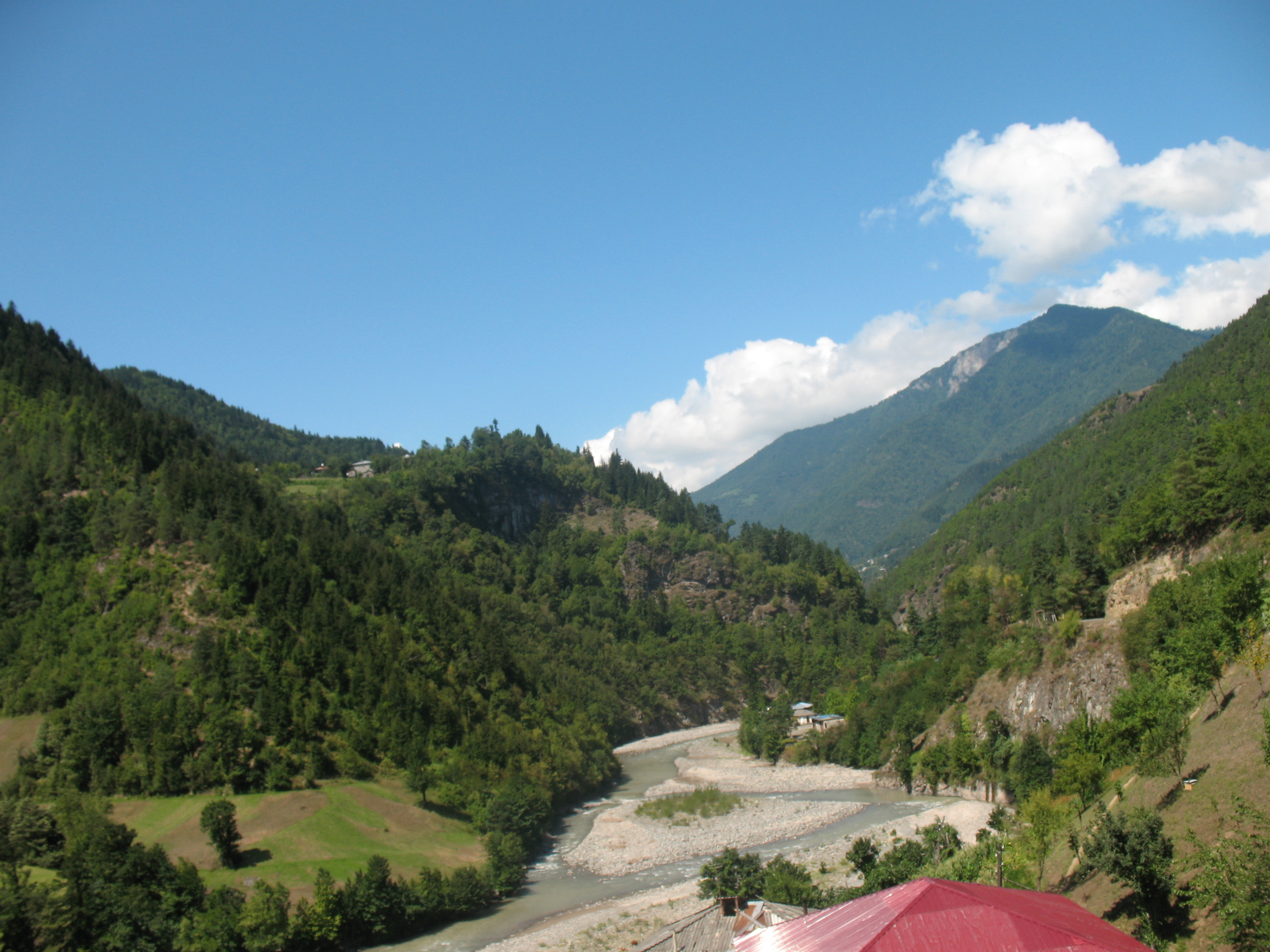
Río Ayaritskali
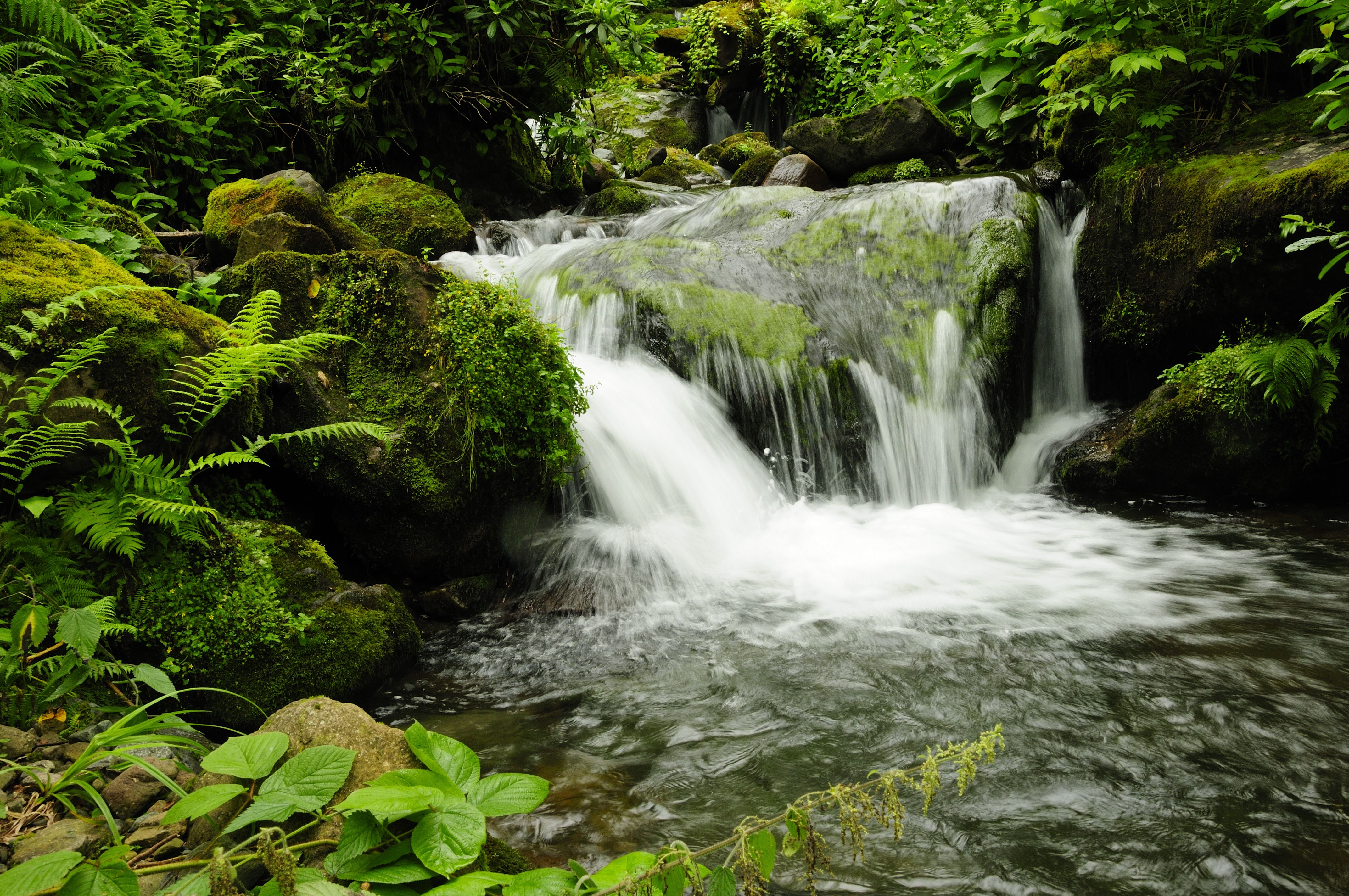
Cascada en el parque nacional de Mtirala